# Søre Repøya
Søre Repøya est une île norvégienne. C'est la plus grande île de l'archipel des Repøyane au large de la Terre d'Orvin, Nordaustlandet, archipel du Svalbard. 

## Description
L'île s'élève jusqu'à un plateau de 240 m d'altitude. Elle est séparée de Glenhalvøya par le détroit de Gilessundet, et de Nordre Repøya par le détroit de Poortsundet,.
Elle a été nommée en hommage au baleinier néerlandais Outger Rep auteur d'une carte du Spitzberg avec Cornelis Giles vers 1710.